# اوتوورن
اوتوورن (به فرانسوی: Authevernes) یک کمون در فرانسه است که در شهرستان اور واقع شده است. اوتوورن ۸٫۱۵ کیلومتر مربع مساحت دارد ۱۴۰ متر بالاتر از سطح دریا واقع شده است.